# 2. ŽNL Osječko-baranjska NS Osijek 2014./15.
Ligu je osvojio NK Klas Čepin, ali u kvalifikacijama za 1. ŽNL Osječko-baranjsku nije uspio izboriti plasman u viši rang. Iz lige je u 3. ŽNL Osječko-baranjsku ispala NK Mladost Čepinski Martinci.

## Tablica
| Mj. | Klub                           | Sus. | Pob | Rem | Por | GR    | Bod |
| --- | ------------------------------ | ---- | --- | --- | --- | ----- | --- |
| 1.  | NK Klas Čepin                  | 22   | 17  | 2   | 3   | 68:31 | 53  |
| 2.  | NK Slavonija Ivanovac          | 22   | 14  | 3   | 5   | 80:24 | 45  |
| 3.  | NK Sloga Ernestinovo           | 22   | 14  | 2   | 6   | 56:23 | 44  |
| 4.  | NK LIO Osijek                  | 22   | 11  | 8   | 3   | 42:26 | 41  |
| 5.  | NK Vitez '92 Tenjski Antunovac | 22   | 12  | 3   | 7   | 65:31 | 39  |
| 6.  | NK Dunav Dalj                  | 22   | 11  | 3   | 8   | 61:51 | 36  |
| 7.  | NK Radnik Josipovac            | 22   | 7   | 7   | 8   | 43:40 | 28  |
| 8.  | NK Brijest                     | 22   | 8   | 4   | 10  | 32:41 | 28  |
| 9.  | NK Šubić Vuka                  | 22   | 7   | 3   | 12  | 43:54 | 24  |
| 10. | NK Sarvaš                      | 22   | 5   | 6   | 11  | 29:48 | 21  |
| 11. | NK Erdut                       | 22   | 2   | 3   | 17  | 26:94 | 9   |
| 12. | NK Mladost Čepinski Martinci   | 22   | 1   | 2   | 19  | 17:99 | 5   |

## Rezultati
| NK Dunav Dalj - NK Radnik Josipovac 3:2 NK Mladost Čepinski Martinci - NK Brijest 3:2 NK Sarvaš - NK Sloga Ernestinovo 1:2 NK LIO Osijek - NK Slavonija Ivanovac 1:1 NK Vitez '92 Tenjski Antunovac - NK Šubić Vuka 7:1 NK Klas Čepin - NK Erdut 1:0 | NK Klas Čepin - NK Vitez '92 Tenjski Antunovac 3:2 NK Šubić Vuka - NK LIO Osijek 2:1 NK Slavonija Ivanovac - NK Sarvaš 10:0 NK Sloga Ernestinovo - NK Mladost Čepinski Martinci 10:1 NK Brijest - NK Dunav Dalj 4:4 NK Erdut - NK Radnik Josipovac 0:4 | NK LIO Osijek - NK Klas Čepin 3:2 NK Sarvaš - NK Šubić Vuka 2:2 NK Mladost Čepinski Martinci - NK Slavonija Ivanovac 0:4 NK Dunav Dalj - NK Sloga Ernestinovo 3:4 NK Radnik Josipovac - NK Brijest 2:2 NK Vitez '92 Tenjski Antunovac - NK Erdut 8:0 |
| NK Klas Čepin - NK Sarvaš 4:1 NK Vitez '92 Tenjski Antunovac - NK LIO Osijek 1:0 NK Šubić Vuka - NK Mladost Čepinski Martinci 5:0 NK Slavonija Ivanovac - NK Dunav Dalj 5:0 NK Sloga Ernestinovo - NK Radnik Josipovac 2:0 NK Erdut - NK Brijest 2:3 | NK Mladost Čepinski Martinci - NK Klas Čepin 1:5 NK Sarvaš - NK Vitez '92 Tenjski Antunovac 2:2 NK Dunav Dalj - NK Šubić Vuka 5:3 NK Radnik Josipovac - NK Slavonija Ivanovac 0:3 NK Brijest - NK Sloga Ernestinovo 0:1 NK LIO Osijek - NK Erdut 3:0   | NK Klas Čepin - NK Dunav Dalj 4:2 NK Vitez '92 Tenjski Antunovac - NK Mladost Čepinski Martinci 3:0 NK LIO Osijek - NK Sarvaš 2:0 NK Šubić Vuka - NK Radnik Josipovac 2:0 NK Slavonija Ivanovac - NK Brijest 6:1 NK Erdut - NK Sloga Ernestinovo 0:3 |
| NK Radnik Josipovac - NK Klas Čepin 4:5 NK Dunav Dalj - NK Vitez '92 Tenjski Antunovac 2:0 NK Mladost Čepinski Martinci - NK LIO Osijek 2:3 NK Brijest - NK Šubić Vuka 5:0 NK Sloga Ernestinovo - NK Slavonija Ivanovac 1:1 NK Sarvaš - NK Erdut 3:1 | NK Klas Čepin - NK Brijest 2:0 NK Vitez '92 Tenjski Antunovac - NK Radnik Josipovac 2:2 NK LIO Osijek - NK Dunav Dalj 2:2 NK Sarvaš - NK Mladost Čepinski Martinci 2:2 NK Šubić Vuka - NK Sloga Ernestinovo 1:2 NK Erdut - NK Slavonija Ivanovac 0:10  | NK Sloga Ernestinovo - NK Klas Čepin 2:0 NK Brijest - NK Vitez '92 Tenjski Antunovac 4:2 NK Radnik Josipovac - NK LIO Osijek 0:1 NK Dunav Dalj - NK Sarvaš 0:1 NK Slavonija Ivanovac - NK Šubić Vuka 3:1 NK Mladost Čepinski Martinci - NK Erdut 1:3 |
| NK Klas Čepin - NK Slavonija Ivanovac 2:0 NK Vitez '92 Tenjski Antunovac - NK Sloga Ernestinovo 2:0 NK LIO Osijek - NK Brijest 1:0 NK Sarvaš - NK Radnik Josipovac 4:0 NK Mladost Čepinski Martinci - NK Dunav Dalj 2:7 NK Erdut - NK Šubić Vuka 4:4 | NK Šubić Vuka - NK Klas Čepin 3:4 NK Slavonija Ivanovac - NK Vitez '92 Tenjski Antunovac 6:1 NK Sloga Ernestinovo - NK LIO Osijek 1:2 NK Brijest - NK Sarvaš 0:0 NK Radnik Josipovac - NK Mladost Čepinski Martinci 2:2 NK Dunav Dalj - NK Erdut 6:0   | NK Radnik Josipovac - NK Dunav Dalj 3:2 NK Brijest - NK Mladost Čepinski Martinci 1:0 NK Sloga Ernestinovo - NK Sarvaš 2:1 NK Slavonija Ivanovac - NK LIO Osijek 4:1 NK Šubić Vuka - NK Vitez '92 Tenjski Antunovac 1:0 NK Erdut - NK Klas Čepin 0:1 |
| NK Vitez '92 Tenjski Antunovac - NK Klas Čepin 1:4 NK LIO Osijek - NK Šubić Vuka 1:0 NK Sarvaš - NK Slavonija Ivanovac 1:3 NK Mladost Čepinski Martinci - NK Sloga Ernestinovo 0:8 NK Dunav Dalj - NK Brijest 2:1 NK Radnik Josipovac - NK Erdut 4:2 | NK Klas Čepin - NK LIO Osijek 1:3 NK Šubić Vuka - NK Sarvaš 3:1 NK Slavonija Ivanovac - NK Mladost Čepinski Martinci 5:0 NK Sloga Ernestinovo - NK Dunav Dalj 0:2 NK Brijest - NK Radnik Josipovac 0:3 NK Erdut - NK Vitez '92 Tenjski Antunovac 2:3   | NK Sarvaš - NK Klas Čepin 0:3 NK LIO Osijek - NK Vitez '92 Tenjski Antunovac 1:1 NK Mladost Čepinski Martinci - NK Šubić Vuka 2:3 NK Dunav Dalj - NK Slavonija Ivanovac 2:1 NK Radnik Josipovac - NK Sloga Ernestinovo 0:0 NK Brijest - NK Erdut 3:2 |
| NK Klas Čepin - NK Mladost Čepinski Martinci 6:0 NK Vitez '92 Tenjski Antunovac - NK Sarvaš 4:1 NK Šubić Vuka - NK Dunav Dalj 2:3 NK Slavonija Ivanovac - NK Radnik Josipovac 1:3 NK Sloga Ernestinovo - NK Brijest 2:0 NK Erdut - NK LIO Osijek 2:2 | NK Dunav Dalj - NK Klas Čepin 2:7 NK Mladost Čepinski Martinci - NK Vitez '92 Tenjski Antunovac 0:8 NK Sarvaš - NK LIO Osijek 1:1 NK Radnik Josipovac - NK Šubić Vuka 1:1 NK Brijest - NK Slavonija Ivanovac 2:1 NK Sloga Ernestinovo - NK Erdut 9:1   | NK Klas Čepin - NK Radnik Josipovac 2:2 NK Vitez '92 Tenjski Antunovac - NK Dunav Dalj 5:0 NK LIO Osijek - NK Mladost Čepinski Martinci 7:1 NK Šubić Vuka - NK Brijest 0:1 NK Slavonija Ivanovac - NK Sloga Ernestinovo 1:0 NK Erdut - NK Sarvaš 2:2 |
| NK Brijest - NK Klas Čepin 1:3 NK Radnik Josipovac - NK Vitez '92 Tenjski Antunovac 0:4 NK Dunav Dalj - NK LIO Osijek 2:2 NK Mladost Čepinski Martinci - NK Sarvaš 0:4 NK Sloga Ernestinovo - NK Šubić Vuka 3:1 NK Slavonija Ivanovac - NK Erdut 9:0 | NK Klas Čepin - NK Sloga Ernestinovo 3:2 NK Vitez '92 Tenjski Antunovac - NK Brijest 4:0 NK LIO Osijek - NK Radnik Josipovac 2:2 NK Sarvaš - NK Dunav Dalj 2:0 NK Šubić Vuka - NK Slavonija Ivanovac 2:4 NK Erdut - NK Mladost Čepinski Martinci 3:0   | NK Slavonija Ivanovac - NK Klas Čepin 2:2 NK Sloga Ernestinovo - NK Vitez '92 Tenjski Antunovac 2:1 NK Brijest - NK LIO Osijek 1:1 NK Radnik Josipovac - NK Sarvaš 4:0 NK Dunav Dalj - NK Mladost Čepinski Martinci 3:0 NK Šubić Vuka - NK Erdut 6:1 |
| NK Klas Čepin - NK Šubić Vuka 4:0 NK Vitez '92 Tenjski Antunovac - NK Slavonija Ivanovac 4:0 NK LIO Osijek - NK Sloga Ernestinovo 2:0 NK Sarvaš - NK Brijest 0:1 NK Mladost Čepinski Martinci - NK Radnik Josipovac 0:5 NK Erdut - NK Dunav Dalj 1:9 | | |

## Kvalifikacije za 1. ŽNL Osječko-baranjsku
Zbog gašenja Međužupanijske lige Osijek – Vinkovci i prebacivanja velikog broja klubova u niži rang, u 1. ŽNL Osječko-baranjsku je iz 2. ŽNL Osječko-baranjske u ovoj sezoni samo jedan klub bio promoviran.
Četvrtfinale:
NK Iskrica Šaptinovci - NK Klas Čepin 2:0
NK Klas Čepin - NK Iskrica Šaptinovci 3:2
Polufinale 10. lipnja 2015. godine, 18:00:
NK Slavonija Punitovci – NK Drava Nard                                  0:1
NK Hajduk Popovac – NK Iskrica Šaptinovci                               5:0
Finale 14. lipnja 2015. godine, 17:30, Gradski vrt, Osijek: 
NK Drava Nard – NK Hajduk Popovac 2:3
U 1. ŽNL Osječko-baranjsku se plasirao NK Hajduk Popovac, ali je na koncu odustao od promocije.